# اشتگ
اشتگ (به لاتین: Steg (Liechtenstein)) یک زیستگاه انسانی در لیختن‌اشتاین است که در تریزنبرگ واقع شده‌است.

## خصوصیات
اشتگ ۱٬۵۰۰ متر بالاتر از سطح دریا واقع شده‌است.